# 2015년 슈퍼탤런트 오브 더 월드 시즌 6
슈퍼탤런트 오브 더 월드(Supertalent of the World, 약칭 ‘슈탤’)는 슈퍼모델, 팝아티스트, 영화배우, 호스트 등을 선발하는 글로벌 쇼케이스로, 싱가폴의 알리바바 그룹으로 불리는 싱가포르 거래소(SGX:AFC) 상장사 유주닷컴 과 슈탤 그룹의 소유 하에 있다.

## 참가자 명단
- 2015년 10월 30일, 현재 아래의 참가자가가 확정되었다.

| 국가         | 이름            | 나이 | 키(m) | 출신지       |
| ------------ | --------------- | ---- | ----- | ------------ |
| 바시키르     | 굴나즈          | 21   | 175   | 바시키르     |
| 벨기에       | 빅키            | 21   | 172   | 브뤼셀       |
| 불가리아     | 베네타          | 22   | 178   | 소피아       |
| 캐나다       | 소피네          | 23   | 177   | 토론토       |
| 카보베르데   | 죌리카          | 22   | 183   | 프라이아     |
| 콜롬비아     | 파야즈          | 22   | 178   | 보고타       |
| 에콰도르     | 마리아          | 21   | 176   | 키토         |
| 독일         | 바다            | 21   | 172   | 프랑크푸르트 |
| 온두라스     | 시레이          | 24   | 175   | 테구시갈파   |
| 이탈리아     | 로베르타        | 21   | 176   | 로마         |
| 카자흐스탄   | 안첼리카        | 21   | 174   | 모스크바     |
| 코소보       | 시드리타        | 24   | 175   | 프리슈티나   |
| 키르기스스탄 | 아쟈말          | 22   | 177   | 아스타나     |
| 파나마       | 카르멘          | 23   | 177   | 파나마시티   |
| 푸에르토리코 | 키아라 자야     | 20   | 170   | 산후안       |
| 루마니아     | 바비            | 23   | 173   | 부쿠레슈티   |
| 러시아       | 올가            | 22   | 177   | 모스크바     |
| 스페인       | 로시오          | 22   | 177   | 바르셀로나   |
| 스웨덴       | 조세핀          | 21   | 180   | 스톡홀름     |
| 스위스       | 카롤            | 21   | 178   | 로잔         |
| 튀니지       | 쉬린            | 24   | 176   | 튀니스       |
| 우크라이나   | 산드라 쉐이센코 | 22   | 176   | 키예프       |
| 미국         | 사반나          | 21   | 172   | 워싱턴 D.C.  |

## 같이 보기
- 유주닷컴
- 슈탤 그룹
- 타임즈 그룹
- 상하이 미디어 그룹